# IC 1908/2
IC 1908/2 је спирална галаксија у сазвијежђу Часовник која се налази на листи објеката дубоког неба у Индекс каталогу.
Деклинација објекта је - 54° 49' 19" а ректасцензија 3h 15m 5,7s. Привидна величина (магнитуда) објекта IC 1908 износи 15,2 а фотографска магнитуда 16,0. IC 19082 је још познат и под ознакама ESO 155-13A, AM 0313-545, PGC 12086.